# Споживчий ринок
Споживчий ринок — окремі особи та домашні господарства, які купують товари та користуються послугами для особистого або сімейного споживання чи використання.
Індивідуальні споживачі переважно відрізняються один від одного смаками, рівнем освіти та доходів, віком, статтю. Звичайно, неможливо проаналізувати поведінку всіх покупців споживчого ринку окремо.
Завдання маркетингу полягає у вивченні впливу факторів на вузькі сегменти ринку і створенні найтиповішої картини такого впливу. На поведінку споживача впливають психологічні, особистісні, соціокультурні фактори, фактори ситуаційного впливу, а також комплекс маркетингу фірми-виробника певного товару.

## Основні групи факторів
- фактори культурного рівня (культура, субкультура і соціальний стан),
- соціальні фактори (референтні групи, сім'я, ролі, статуси),
- фактори особистого порядку (вік, етап життєвого циклу сім'ї, рід занять, спосіб життя, тип особистості та уявлення про самого себе),
- фактори психологічного порядку (мотивація, сприйняття, переконання і ставлення).

Всі вони дають уявлення про те, як ефективно обслужити і охопити покупця.
Завдання діяча ринку — зрозуміти різних учасників процесу купівлі та розібратися в основних фактори впливу на купівельну поведінку для створення ефективної програми маркетингу.
Ринок потенційний — сукупність покупців зі схожими потребами стосовно до конкретного товару чи послуги, з достатніми ресурсами, а також готовністю і можливістю купувати.
Ринок, обслуговується — сукупність покупців, які вже придбали певний товар або послугу.